# Балансоведение
Балансоведение — наука об экономической сущности бухгалтерского баланса, принципах его построения, правилах оценки статей и использовании балансовой информации в целях управления предприятием.
Основу балансоведения составляет принцип равенства двух частей баланса, а также методов регистрации и классификации. К моменту зарождения балансоведения как науки были сформированы различные учётные школы, которые имели свои подходы к изучению баланса:
- итальянская школа — логисмографический и статмографичский подход,
- немецкая школа — камеральный подход,
- французская школа — математический подход,
- англо-американская школа — прагматический подход.

Общее в подходах указанных школ заключается в единстве целей и задач, где цель учёта определялась как определение всех составляющих имущества организации, включаемых в баланс и постатейной оценке статей баланса.
Термин «баланс» в те времена был многозначен. Выделяется три наиболее распространенные трактовки его значения:
- равновесие;
- разница между двумя сторонами счета;
- отчётная форма.

В настоящее время последняя трактовка преобладает, а ещё в XIX веке подобной однозначности не было. 
У истоков балансоведения как науки стояли юристы, определяющие баланс как основной документ, который смог бы подтвердить способность собственников рассчитаться со своими кредиторами и, возможный к использованию в качестве доказательной базы при решении различных вопросов по хозяйственным спорам. В конце XIX – начале XX веков крупные юристы Европы создали специализированную отрасль права — балансовое право. 
Заслугой юристов было формулирование требований к бухгалтерскому балансу как форме отчетности:
- точности, которая зависит от действующих законов и целей, стоящих перед компанией;
- ясности, которая должна была быть достигнута либо для всех специалистов, либо только для заинтересованных лиц;
- правдивости, баланс должен был составляться с учётом требований законодательства, а все показатели баланса должны были вытекать из первичных документов;
- преемственности, и внешней (сохранения структуры показателей баланса), и внутренней (сохранение принципов оценки прошлого года в текущем году);
- единства, баланс должен был включать балансы филиалов и подразделений предприятия.

## Школы балансоведения

### Итальянская школа
У итальянского логисмографического подхода в качестве цели составления баланса было управление организацией.
Итальянец Э. Пизани в конце XIX века разработал учение, названное им «статмографией», что в переводе и означало «балансоведение». В данной теории все бухгалтерские счета подразделялись на две группы: экономические и административные (бюджетные).

### Немецкая школа
Основоположник немецкой камеральной бухгалтерии И.Ф. Шерр исходил из баланса, который был первичным по отношению к счетам. Счета И.Ф. Шерр выводил из баланса и считал их вторичными по отношению к балансу. Объектом камеральной бухгалтерии является бюджет организации. Слабость позиции И.Ф. Шерра заключалась в том, что он считал бухгалтерский баланс первичным по отношению к счетам, выводя их из баланса и объясняя метод двойной записи двусторонностью баланса.
Скорее представители немецкой учётной школы стали считать баланс центральной учётной категорией, определяющей все другие категории. По их мнению, балансоведение должно было стать основополагающим в теории учёта.

### Французская школа
Основатели французской балансовой школы Е. Леотей и А. Гильбо, в противоположность итальянской школе значительное внимание уделяли систематизации элементов баланса, реальной оценке статей баланса и принципу разделения актива и пассива.

### Англо-американская школа

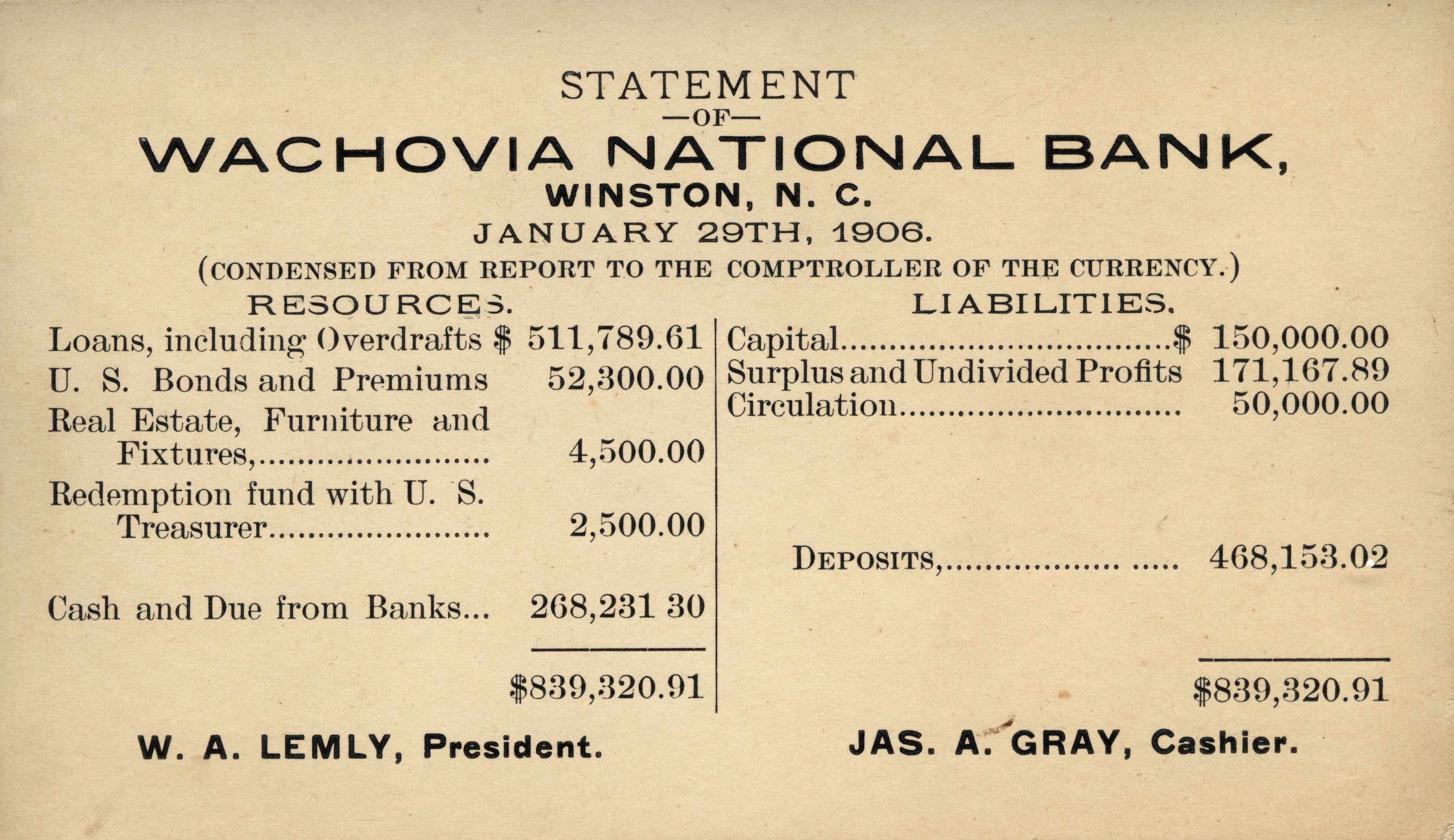
Бухгалтерский баланс банка, 1906 год

В рамках англо-американской школы  к отчётности сложился прагматический подход, который формируя теорию учёта и баланса, отталкивалась не от учётной проблематики, а от предназначения учёта в части формирования и нормального функционирования бизнес-отношений. Во второй половине XIX века в США усилилась значимость бухгалтерской отчетности, которая стала отделяться от бухгалтерского учёта. Ключевой тезис такого подхода таков: баланс — это основной и наиболее достоверный источник информации о предприятии, поэтому безусловно востребованное и наиболее желаемое средство коммуникации.